# Ana Soklič
Ana Soklič est une chanteuse slovène née le 10 avril 1984 à Bohinj en Slovénie.
Elle a été initialement sélectionnée via l'émission de sélection slovène EMA 2020 pour représenter la Slovénie lors du Concours Eurovision de la chanson 2020 à Rotterdam avec sa chanson Voda, cependant cette édition du concours a été annulée à la suite de la pandémie de Covid-19. Elle représentera la Slovénie au Concours Eurovision de la chanson 2021 avec la chanson Amen.

## Discographie

### Singles
- 2004 – If You
- 2004 – Cosmo
- 2007 – Oče
- 2013 – Naj Muzika Igra
- 2019 – Temni Svet
- 2020 – Voda
- 2021 – Amen